# Хорнадей
Хорнадей (на английски: Hornaday River) е река в северозападната част на Канада, територия Нунавут и Северозападни територии, вливаща се в залива Дарнли, море Бофорт, Северен ледовит океан. Дължината ѝ от 309 km ѝ отрежда 116-о място сред реките на Канада.

## Географска характеристика

### Извор, течение, устие
Река Хорнадей извира на 15 км на юг-югозапад от езерото Блуеноз, на 703 м н.в. в територия Нунавут. Първите около 45-50 км тече на югозапад и запад в територия Нунавут, след което навлиза в Северозападните канадски територии, прави остър завой на северозапад и се влива чрез обширна делта в залива Дарнли на море Бофорт, Северен ледовит океан, на 14 км източно от ескимоското селище Полатук (294 жители).
По течението си реката преминава през множество теснини и каньони, бързеи и водопади. Най-големият водопад е Ла Ронсиер, на 69°08′17″ с. ш. 122°52′31″ з. д. / 69.138056° с. ш. 122.875278° з. д., с височина от 23 м, разположен малко преди устието на най-големия ѝ приток река Литъл Хорнадей (десен приток).

### Водосборен басейн, притоци
Площта на водосборния басейн на реката е 13 120 km2. На югозапад водосборният басейн на Хорнадей граничи с водосборния басейн на река Хортън, а на североизток — с водосборните басейни на няколко малки реки, вливащи се директно в залива Амундсен на Северния ледовит океан.

### Хидроложки показатели
Многогодишният среден дебит на реката в устието ѝ е 52,2 m3/s. Максималният отток е през юни, а минималният е през април. Подхранването на реката е предимно снегово. От октомври до април реката е скована от ледена покривка.

## Откриване и изследване на реката
През 1868 горното течение на реката е открито от френския мисионер, картограф и лингвист Емил Петитот (1838-1916), който кръщава новооткритата река Rivière La Ronsière-Le Nouru в чест на бъдещия президент (1873-1881) на Френското географско дружество Camille Adlbert Marie de La Ronsière-Le Nouru (1816-1881). На публикуваната от Петитот карта същата година новооткритата река е грешно показана, че се влива в залива Франклин, а не в залива Дарнли, тъй като той не стига до устието ѝ.
Тридесет години по-късно, през 1899 г. американският естествоизпитател Андрю Стоун изследва бреговете на заливите Франклин и Дарнли и на брега на последния открива делтата на голяма река, която той нарича Хорнадей, в чест на тогавашния директор на Нюйоркското зооложко дружество Уилям Темпъл Хорнадей (1854-1937).
В периода 1909-1912 г. канадските арктически изследователи Вилялмур Стефансон и Рудолф Андерсън също изследват заливите Франклин и Дарнли и районите на юг от тях и доказват, че откритите от Емил Петитот и Андрю Стоун реки е една и съща река и запазват на географската карта името на реката като Хорнадей, а големият водопод по течението ѝ Ла Ронсиер.